# Österreichische Eishockey-Liga 2017-2018
La stagione 2017-2018 della Österreichische Eishockey-Liga ha avuto inizio il giorno 8 settembre 2017. Campione uscente sono i Vienna Capitals.

## Squadre
Per la stagione 2017-2018 le squadre sono rimaste 12, ma con una variazione: è uscita dalla lega l'HDD Olimpija Ljubljana (che ha sospeso le attività, iscrivendo la propria squadra satellite, l'HK Olimpija, alla Alps Hockey League), mentre vi ha fatto ritorno il KHL Medveščak Zagabria, che già aveva fatto parte della lega dal 2009 al 2013 e che successivamente aveva disputato la Kontinental Hockey League.
| Squadre in EBEL nella stagione 2017-2018 | Squadre in EBEL nella stagione 2017-2018 | Squadre in EBEL nella stagione 2017-2018 | Squadre in EBEL nella stagione 2017-2018 | Squadre in EBEL nella stagione 2017-2018 |
| Club                                     | Città                                    | Arena                                    | Capacità                                 |                                          |
| ---------------------------------------- | ---------------------------------------- | ---------------------------------------- | ---------------------------------------- | ---------------------------------------- |
| Fehérvár AV19                            | Székesfehérvár                           | Ifjabb Ocskay Gábor Jégcsarnok           | 3.500                                    |                                          |
| Black Wings Linz                         | Linz                                     | KeineSorgenEisarena                      | 3.800                                    |                                          |
| Bolzano                                  | Bolzano                                  | Palaonda                                 | 7.200                                    |                                          |
| Dornbirn                                 | Dornbirn                                 | Messestadion Dornbirn                    | 4.270                                    |                                          |
| Graz 99ers                               | Graz                                     | Eisstadion Liebenau                      | 4.050                                    |                                          |
| Innsbruck                                | Innsbruck                                | Tiroler Wasserkraft Arena                | 3.200                                    |                                          |
| KAC                                      | Klagenfurt                               | Stadthalle Klagenfurt                    | 5.088                                    |                                          |
| Medveščak                                | Zagabria                                 | Arena Zagreb                             | 15.500                                   |                                          |
| Orli Znojmo                              | Znojmo                                   | Hostan aréna Znojmo                      | 5.500                                    |                                          |
| Red Bull Salisburgo                      | Salisburgo                               | Eisarena Salzburg                        | 3.500                                    |                                          |
| Vienna Capitals                          | Vienna                                   | Albert-Schultz-Halle                     | 7.022                                    |                                          |
| Villacher SV                             | Villach                                  | Stadthalle Villach                       | 4.500                                    |                                          |

### Allenatori
| Squadra                     | Head Coach                                            |
| Vienna Capitals             | Serge Aubin                                           |
| EC KAC                      | Steve Walker                                          |
| EC Red Bull Salzburg        | Greg Poss                                             |
| HCB Südtirol                | Pat Curcio Kai Suikkanen (dal 28 novembre 2017)       |
| HC TWK Innsbruck            | Rob Pallin                                            |
| Moser Medical Graz 99ers    | Doug Mason                                            |
| Orli Znojmo                 | Roman Šimíček                                         |
| EHC Liwest Black Wings Linz | Troy Ward                                             |
| Dornbirn Bulldogs           | Dave MacQueen                                         |
| EC VSV                      | Greg Holst Markus Peintner (dal 4 dicembre 2017)      |
| SAPA Fehérvár AV19          | Benoit Laporte Hannu Järvenpää (da dicembre 2017)     |
| KHL Medveščak Zagreb        | Connor Cameron Douglas Bradley (dal 24 dicembre 2017) |

## Formula
Il calendario della EBEL prevede una prima fase (Regular Season) con doppio turno di andata e ritorno, per un totale di 44 giornate. Al termine della prima fase le prime sei classificate presero parte al Pick Round, un doppio turno di andata e ritorno con 10 partite da giocare per stabilire la graduatoria nei play-off. Le altre sei squadre disputarono invece il Qualification Round, anch'esso da 10 partite, valido per gli ultimi due posti nei play-off.
Prima dei play-off le prime tre qualificate poterono scegliere l'avversaria per il primo turno nel Pick Playoff. Nei play-off i quarti di finale, le semifinali e la finale furono disputate al meglio delle sette gare.

## Regular Season

### Classifica
| Pos.                                                                           | Squadra                     | PG | V  | P                                  | VOT | POT | GF  | GS  | Diff. | Pt. |
| ------------------------------------------------------------------------------ | --------------------------- | -- | -- | ---------------------------------- | --- | --- | --- | --- | ----- | --- |
| 1                                                                              | Vienna Capitals             | 44 | 28 | 9                                  | 2   | 5   | 146 | 97  | +49   | 93  |
| 2                                                                              | EC Red Bull Salzburg        | 44 | 25 | 15                                 | 3   | 1   | 158 | 116 | +42   | 82  |
| 3                                                                              | EHC Liwest Black Wings Linz | 44 | 24 | 13                                 | 3   | 4   | 155 | 122 | +33   | 82  |
| 4                                                                              | EC-KAC                      | 44 | 21 | 17                                 | 2   | 4   | 120 | 112 | +8    | 71  |
| 5                                                                              | HC TWK Innsbruck            | 44 | 18 | 16                                 | 7   | 3   | 146 | 132 | +14   | 71  |
| 6                                                                              | KHL Medveščak Zagreb        | 44 | 17 | 19                                 | 4   | 4   | 139 | 139 | ±0    | 63  |
|                                                                                |                             |    |    |                                    |     |     |     |     |       |     |
| 7                                                                              | Dornbirn Bulldogs           | 44 | 15 | 18                                 | 5   | 6   | 127 | 133 | −6    | 61  |
| 8                                                                              | Moser Medical Graz 99ers    | 44 | 16 | 21                                 | 5   | 2   | 133 | 153 | −20   | 60  |
| 9                                                                              | HCB Südtirol Alperia        | 44 | 15 | 20                                 | 4   | 5   | 124 | 125 | −1    | 58  |
| 10                                                                             | SAPA Fehérvár AV19          | 44 | 12 | 22                                 | 6   | 4   | 100 | 145 | −45   | 52  |
| 11                                                                             | EC VSV                      | 44 | 14 | 24                                 | 2   | 4   | 112 | 146 | −34   | 50  |
| 12                                                                             | HC Orli Znojmo              | 44 | 11 | 22                                 | 5   | 6   | 112 | 152 | −40   | 49  |
| \| \| Qualificate al Pick Round \| \| \| Qualificate al Qualification Round \| |                             |    |    |                                    |     |     |     |     |       |     |
|                                                                                | Qualificate al Pick Round   |    |    | Qualificate al Qualification Round |     |     |     |     |       |     |

## Pick Round
Le prime quattro classificate al termine della Regular Season hanno ottenuto dei punti bonus, rispettivamente 6, 4, 2 e 1 punto.
Le prime due classificate al termine del Pick Round sono qualificate alla prossima Champions Hockey League.

### Classifica
| Pos.                                                        | Squadra                                            | PG | V | P | VOT | POT | GF | GS | Diff. | Pt. (Bonus) |
| ----------------------------------------------------------- | -------------------------------------------------- | -- | - | - | --- | --- | -- | -- | ----- | ----------- |
| 1                                                           | Vienna Capitals                                    | 10 | 5 | 3 | 1   | 1   | 39 | 28 | +11   | 24 (6)      |
| 2                                                           | EC Red Bull Salzburg                               | 10 | 5 | 2 | 2   | 1   | 41 | 30 | +11   | 24 (4)      |
| 3                                                           | EHC Liwest Black Wings Linz                        | 10 | 5 | 3 | 1   | 1   | 38 | 36 | +2    | 20 (2)      |
| 4                                                           | EC-KAC                                             | 10 | 4 | 4 | 0   | 2   | 23 | 31 | −8    | 15 (1)      |
| 5                                                           | KHL Medveščak Zagreb                               | 10 | 3 | 5 | 1   | 1   | 28 | 32 | −4    | 12 (0)      |
| 6                                                           | HC TWK Innsbruck                                   | 10 | 2 | 7 | 1   | 0   | 28 | 40 | −12   | 8 (0)       |
| \| \| Qualificate alla Champions Hockey League 2018-2019 \| |                                                    |    |   |   |     |     |    |    |       |             |
|                                                             | Qualificate alla Champions Hockey League 2018-2019 |    |   |   |     |     |    |    |       |             |

## Qualification Round
Le squadre classificate dal settimo al decimo posto al termine della Regular Season hanno ottenuto dei punti bonus, rispettivamente 6, 4, 2 e 1 punto.
Le prime due classificate al termine del Qualification Round sono qualificate ai play-off.

### Classifica
| Pos.                             | Squadra                  | PG | V | P | VOT | POT | GF | GS | Diff. | Pt. (Bonus) |
| -------------------------------- | ------------------------ | -- | - | - | --- | --- | -- | -- | ----- | ----------- |
| 1                                | Dornbirn Bulldogs        | 10 | 6 | 1 | 1   | 2   | 41 | 30 | +11   | 28 (6)      |
| 2                                | HCB Südtirol Alperia     | 10 | 5 | 3 | 2   | 0   | 31 | 16 | +15   | 21 (2)      |
| 3                                | SAPA Fehérvár AV19       | 10 | 5 | 2 | 1   | 2   | 25 | 23 | +2    | 20 (1)      |
| 4                                | HC Orli Znojmo           | 10 | 3 | 3 | 1   | 3   | 28 | 24 | +4    | 14 (0)      |
| 5                                | EC VSV                   | 10 | 3 | 5 | 1   | 1   | 25 | 36 | −11   | 12 (0)      |
| 6                                | Moser Medical Graz 99ers | 10 | 0 | 8 | 2   | 0   | 21 | 42 | −21   | 8 (4)       |
| \| \| Qualificate ai play-off \| |                          |    |   |   |     |     |    |    |       |             |
|                                  | Qualificate ai play-off  |    |   |   |     |     |    |    |       |             |

## Play-off

### Pick playoff
Nel Pick playoff le squadre classificate ai primi tre posti del Pick Round hanno avuto la possibilità di scegliere gli avversari dei quarti di finale. Il Vienna Capitals ha scelto l'HC Innsbruck; i Red Bull Salisburgo hanno scelto il Dornbirner EC; l'EHC Black Wings Linz ha scelto il Medveščak Zagabria; conseguentemente l'ultimo quarto è risultato essere fra KAC e Bolzano.

### Tabellone
|  | Quarti di finale | Quarti di finale    | Quarti di finale | Quarti di finale    | Quarti di finale | Quarti di finale | Quarti di finale | Quarti di finale | Quarti di finale |                  |                     | Semifinali | Semifinali | Semifinali | Semifinali | Semifinali | Semifinali | Semifinali | Semifinali | Semifinali |  |    | Finali  | Finali | Finali | Finali | Finali | Finali | Finali | Finali | Finali |  |  |
|  |                  |                     |                  |                     |                  |                  |                  |                  |                  |                  |                     |            |            |            |            |            |            |            |            |            |  |    |         |        |        |        |        |        |        |        |        |  |  |
|  | P1               | Vienna Capitals     | 4                | 3†                  | 4†               | 3                | 1                | 5                |                  |                  |                     |            |            |            |            |            |            |            |            |            |  |    |         |        |        |        |        |        |        |        |        |  |  |
|  | P6               | Innsbruck           | 1                | 2                   | 3                | 4                | 2                | 3                |                  |                  |                     |            |            |            |            |            |            |            |            |            |  |    |         |        |        |        |        |        |        |        |        |  |  |
|  | P6               | Innsbruck           | 1                | 2                   | 3                | 4                | 2                | 3                |                  | P1               | Vienna Capitals     | 4          | 1          | 2          | 2          | 1          |            |            |            |            |  |    |         |        |        |        |        |        |        |        |        |  |  |
|  |                  |                     |                  |                     |                  |                  |                  |                  |                  | P1               | Vienna Capitals     | 4          | 1          | 2          | 2          | 1          |            |            |            |            |  |    |         |        |        |        |        |        |        |        |        |  |  |
|  |                  | Q2                  | Bolzano          | 0                   | 4                | 3†               | 5                | 2                |                  |                  |                     |            |            |            |            |            |            |            |            |            |  |    |         |        |        |        |        |        |        |        |        |  |  |
|  | P4               | Q2                  | Bolzano          | 0                   | 4                | 3†               | 5                | 2                | KAC              | 1                | 3                   | 2†         | 2          | 2          | 0          |            |            |            |            |            |  |    |         |        |        |        |        |        |        |        |        |  |  |
|  | P4               |                     |                  |                     |                  |                  |                  |                  | KAC              | 1                | 3                   | 2†         | 2          | 2          | 0          |            |            |            |            |            |  |    |         |        |        |        |        |        |        |        |        |  |  |
|  | Q2               | Bolzano             | 3                | 2                   | 1                | 3†               | 3†               | 2                |                  |                  |                     |            |            |            |            |            |            |            |            |            |  |    |         |        |        |        |        |        |        |        |        |  |  |
|  |                  |                     |                  |                     |                  |                  |                  |                  |                  |                  |                     |            |            |            |            |            |            |            |            |            |  | Q2 | Bolzano | 2      | 0      | 4      | 3      | 5      | 6      | 3      |        |  |  |
|  |                  |                     | P2               | Red Bull Salisburgo | 1                | 3                | 2                | 6                | 6†               | 3                | 2                   |            |            |            |            |            |            |            |            |            |  |    |         |        |        |        |        |        |        |        |        |  |  |
|  | P2               | Red Bull Salisburgo | 3†               | 2                   | 5                | 2                | 2                | 6                |                  |                  |                     |            |            |            |            |            |            |            |            |            |  |    |         |        |        |        |        |        |        |        |        |  |  |
|  | Q1               | Dornbirn            | 2                | 0                   | 4                | 3†               | 3                | 2                |                  |                  |                     |            |            |            |            |            |            |            |            |            |  |    |         |        |        |        |        |        |        |        |        |  |  |
|  | Q1               | Dornbirn            | 2                | 0                   | 4                | 3†               | 3                | 2                |                  | P2               | Red Bull Salisburgo | 3          | 1          | 4          | 2          | 4†         | 4          |            |            |            |  |    |         |        |        |        |        |        |        |        |        |  |  |
|  |                  |                     |                  |                     |                  |                  |                  |                  |                  | P2               | Red Bull Salisburgo | 3          | 1          | 4          | 2          | 4†         | 4          |            |            |            |  |    |         |        |        |        |        |        |        |        |        |  |  |
|  |                  | P3                  | Black Wings Linz | 2                   | 3                | 2                | 5                | 3                | 2                |                  |                     |            |            |            |            |            |            |            |            |            |  |    |         |        |        |        |        |        |        |        |        |  |  |
|  | P3               | P3                  | Black Wings Linz | 2                   | 3                | 2                | 5                | 3                | 2                | Black Wings Linz | 3                   | 2          | 8          | 8          | 4†         | 5          |            |            |            |            |  |    |         |        |        |        |        |        |        |        |        |  |  |
|  | P3               |                     |                  |                     |                  |                  |                  |                  |                  | Black Wings Linz | 3                   | 2          | 8          | 8          | 4†         | 5          |            |            |            |            |  |    |         |        |        |        |        |        |        |        |        |  |  |
|  | P5               | Medveščak           | 4†               | 6                   | 2                | 4                | 3                | 4                |                  |                  |                     |            |            |            |            |            |            |            |            |            |  |    |         |        |        |        |        |        |        |        |        |  |  |

Legenda: † - Partita terminata ai tempi supplementari

### Risultati

#### Quarti di finale
Nei quarti, tutte le sfide si sono risolte al sesto incontro. In tre casi su quattro, ad avere la meglio è stata la squadra meglio classificata al termine delle qualificazioni: Vienna su Innsbruck, Salisburgo su Dornbirn e Linz su Zagabria. L'unica eccezione è rappresentata dal Bolzano che, ultimo qualificato, ha la meglio sul Klagenfurt, quarto e vicecampione uscente.

#### Semifinali
Nella prima semifinale, il Bolzano, dopo aver eliminato i vicecampioni in carica del KAC, ha la meglio, in cinque gare, anche sui campioni in carica dei Vienna Capitals. Per la prima volta una squadra classificata all'ottavo posto nelle qualificazioni è riuscita a raggiungere la finale di EBEL.
Nella seconda semifinale, il Red Bull Salisburgo ha superato in sei gare i Black Wings Linz.
Entrambe le squadre arrivate in finale raggiungono un obiettivo: il Bolzano è certo della qualificazione, per la seconda volta nella sua storia, alla Champions Hockey League (il Salisburgo è infatti già qualificato grazie al secondo posto al termine del Pick Round); il Salisburgo è invece la miglior squadra austriaca, ed è pertanto certa di potersi fregiare del titolo di campione d'Austria.

#### Finale
| Arbitri: | Manuel Nikolic Trpimir Piragic |

|                                     |           |                                                     |
| Herburger (Hughes, Starkbaum) 34:14 | Marcatori | 32:40 Miceli (Egger) 33:31 A. Smith (Miceli, Egger) |

| Arbitri: | Mark Lemelin Ladislav Smetana |

|                                                                                            |           |  |
| Mueller (Viveiros) 31:19 Raymond (Hughes, Stajnoch) 44:11 Hughes (Herburger, Duncan) 58:49 | Marcatori |  |

| Arbitri: | Mark Lemelin Kristijan Nikolic |

| |           |                                                               |
| Egger (Monardo, Halmo 0:24 Gartner (Monardo, Sointu) 32:50 Petan (DeSousa, Sointu) 35:48 Oleksuk (Sointu, Monardo) 55:32 | Marcatori | 2:06 Hughes (Herburger) 35:10 Pallestrang (Heinrich, Mueller) |

| Arbitri: | Manuel Nikolic Trpmir Piragic |

|                                                                                   |           | |
| Petan (Miceli, Egger) 19:19 DeSousa (Bernard, Sointu) 26:51 Bernard (Frank) 33:48 | Marcatori | 9:09 Schremp (Mueller, Harris) 28:59 Schiechl (Raffl, Stajnoch) 34:08 Cijan (Rauchenwald, Viveiros) 38:11 Schremp (Mueller, Brouillette) 43:48 Duncan (Raymond, Hughes) 50:35 Brouillette (Harris, Mueller) |

| Arbitri: | Mark Lemelin Ladislav Smetana |

| |           | |
| Hochkofler (Raffl, Pallestrang) 1:59 Duncan (Herburger, Huber) 17:04 Duncan (Raymond, Heinrich) 37:19 Raymond (Hughes, Heinrich) 57:32 Harris (Mueller, Schremp) 58:15 Harris (Mueller, Schremp) 75:30 | Marcatori | 7:38 Monardo (Angelidis, Tomassoni) 27:15 Gartner 38:28 DeSousa (Clark) 44:56 DeSousa (Egger, Sointu) 59:06 Halmo |

| Arbitri: | Mark Lemelin Trpimir Piragic |

| |           | |
| Miceli (A. Smith, Egger) 15:57 Oleksuk (Glira, Clark) 30:57 Petan (Egger, Miceli) 36:34 Gartner (Sointu, Halmo) 48:11 Bernard (Carlisle, Frigo) 52:42 Frank (Frigo, Gartner) 57:52 | Marcatori | 5:16 Cijan (Schiechl, Hochkofler) 35:46 Mueller (Trattnig, Schremp) 56:38 Mueller (Schremp, Harris) |

| Arbitri: | Mark Lemelin Manuel Nikolic |

|                                                                 |           | |
| Viveiros (Schremp, Harris) 54:59 Mueller (Harris, Hughes) 58:33 | Marcatori | 13:41 Monardo (Sointu, Angelidis) 14:40 DeSousa (Tomassoni, Sointu) 25:09 Frigo (Bernard, A. Smith) |

## Classifica marcatori

### Stagione regolare, pick round e qualification round
|                        | Giocatore      | Squadra                     | PG | G  | A  | Pt | +/- | Pen | PPG | PPA | SHG | SHA | GWG | T   | T%    |
| ---------------------- | -------------- | --------------------------- | -- | -- | -- | -- | --- | --- | --- | --- | --- | --- | --- | --- | ----- |
| Austria (bandiera)     | Rafael Rotter  | Vienna Capitals             | 54 | 30 | 41 | 71 | +26 | 103 | 11  | 18  | 0   | 0   | 5   | 111 | 27,03 |
|                        | Corey Locke    | EHC Liwest Black Wings Linz | 54 | 23 | 47 | 70 | +20 | 34  | 4   | 13  | 1   | 1   | 6   | 135 | 17,04 |
|                        | Brian Lebler   | EHC Liwest Black Wings Linz | 54 | 38 | 27 | 65 | +30 | 70  | 10  | 5   | 2   | 0   | 12  | 201 | 18,91 |
| Canada (bandiera)      | Tyler Morley   | KHL Medvešcak Zagreb        | 54 | 25 | 38 | 63 | +22 | 44  | 2   | 10  | 4   | 0   | 2   | 211 | 11,85 |
| Canada (bandiera)      | John Hughes    | EC Red Bull Salzburg        | 51 | 15 | 46 | 61 | +23 | 8   | 2   | 19  | 0   | 0   | 2   | 117 | 12,82 |
| Canada (bandiera)      | Andrew Clark   | HC TWK Innsbruck            | 54 | 24 | 35 | 59 | +4  | 33  | 6   | 11  | 1   | 2   | 4   | 165 | 14,55 |
| Norvegia (bandiera)    | Sondre Olden   | KHL Medvešcak Zagreb        | 53 | 28 | 29 | 57 | +30 | 26  | 5   | 2   | 1   | 1   | 3   | 205 | 13,66 |
| Stati Uniti (bandiera) | Andrew Yogan   | HC TWK Innsbruck            | 54 | 25 | 32 | 57 | +1  | 86  | 5   | 6   | 2   | 1   | 5   | 187 | 13,37 |
| Canada (bandiera)      | Dan DaSilva    | EHC Liwest Black Wings Linz | 50 | 22 | 33 | 55 | +14 | 56  | 4   | 11  | 1   | 0   | 2   | 164 | 13,41 |
| Austria (bandiera)     | Fabio Hofer    | EHC Liwest Black Wings Linz | 54 | 21 | 34 | 55 | +19 | 18  | 7   | 8   | 0   | 0   | 3   | 168 | 12,50 |
|                        |                |                             |    |    |    |    |     |     |     |     |     |     |     |     |       |
| Stati Uniti (bandiera) | Mitch Wahl 1   | HC TWK Innsbruck            | 45 | 16 | 38 | 53 | +0  | 115 | 4   | 13  | 0   | 0   | 2   | 131 | 12,21 |
| Canada (bandiera)      | Taylor Vause 2 | Vienna Capitals             | 53 | 13 | 25 | 38 | +31 | 6   | 0   | 9   | 2   | 1   | 3   | 151 | 8,61  |

1 Per confronto: Giocatore con il numero di minuti di penalità più elevato

2 Per confronto: Giocatore con il miglior Plus-Minus

### Play-off
|                        | Giocatore       | Squadra                     | PG | G | A  | Pt | +/- | Pen | PPG | PPA | SHG | SHA | GWG | T  | T%     |
| ---------------------- | --------------- | --------------------------- | -- | - | -- | -- | --- | --- | --- | --- | --- | --- | --- | -- | ------ |
| Canada (bandiera)      | John Hughes     | EC Red Bull Salzburg        | 19 | 6 | 15 | 21 | +4  | 14  | 1   | 7   | 0   | 0   | 1   | 55 | 10,9 % |
| Stati Uniti (bandiera) | Peter Mueller   | EC Red Bull Salzburg        | 19 | 5 | 14 | 19 | +1  | 10  | 2   | 6   | 0   | 0   | 1   | 50 | 10,0 % |
| Canada (bandiera)      | Ryan Duncan     | EC Red Bull Salzburg        | 19 | 9 | 9  | 18 | +2  | 10  | 5   | 2   | 0   | 0   | 1   | 37 | 24,3 % |
| Canada (bandiera)      | Dan DaSilva     | EHC Liwest Black Wings Linz | 12 | 8 | 8  | 16 | +9  | 6   | 2   | 3   | 0   | 0   | 1   | 39 | 20,5 % |
| Canada (bandiera)      | Rob Schremp     | EC Red Bull Salzburg        | 19 | 5 | 9  | 14 | +1  | 14  | 3   | 5   | 0   | 0   | 3   | 55 | 9,1 %  |
| Finlandia (bandiera)   | Matias Sointu   | HCB Südtirol Alperia        | 18 | 1 | 13 | 14 | +5  | 16  | 1   | 3   | 0   | 0   | 0   | 14 | 7,1 %  |
|                        | Brian Lebler    | EHC Liwest Black Wings Linz | 12 | 8 | 6  | 14 | +2  | 10  | 2   | 3   | 1   | 0   | 1   | 47 | 17,0 % |
| Austria (bandiera)     | Fabio Hofer     | EHC Liwest Black Wings Linz | 12 | 6 | 7  | 13 | +1  | 6   | 2   | 1   | 0   | 0   | 2   | 31 | 19,4 % |
| Canada (bandiera)      | Brant Harris    | EC Red Bull Salzburg        | 16 | 5 | 8  | 13 | +3  | 4   | 2   | 2   | 0   | 0   | 2   | 53 | 9,4 %  |
| Italia (bandiera)      | Alexander Egger | HCB Südtirol Alperia        | 18 | 1 | 11 | 12 | +4  | 4   | 0   | 7   | 0   | 1   | 0   | 16 | 6,2 %  |
|                        |                 |                             |    |   |    |    |     |     |     |     |     |     |     |    |        |
| Canada (bandiera)      | Jérémie Blain 1 | HC TWK Innsbruck            | 6  | 0 | 4  | 4  | −4  | 34  | 0   | 2   | 0   | 0   | 0   | 12 | 0,0 %  |

1 Per confronto: Giocatore con il numero di minuti di penalità più elevato

## Verdetti
- Campione della EBEL: Hockey Club Bolzano (2º titolo)

| Campioni EBEL 2017-2018 HC Bolzano | Portieri: Matt Climie, Pekka Tuokkola, Jake Smith Difensori: Chris Carlisle, Mat Clark, Alexander Egger (C), Luca Franza, Robin Gartner, Daniel Glira, Stefano Marchetti, Matt Tomassoni Attaccanti: Mike Angelidis, Anton Bernard, Chris DeSousa, Daniel Frank, Luca Frigo, Markus Gander, Mike Halmo, Michele Marchetti, Angelo Miceli, Domenic Monardo, Travis Olseksuk, Alex Petan, Viktor Schweitzer, Austin Smith, Matias Sointu Staff Tecnico: Kai Suikkanen (Allenatore), Phillip Barski (Assistente allenatore) |

- Campione d'Austria:
  -  Red Bull Salisburgo
- Qualificate alla Champions Hockey League 2018-2019:
  -  Vienna Capitals
  -  Red Bull Salisburgo
  -  Bolzano